# Microregiunea Kiskunfélegyháza
Microregiunea Kiskunfélegyháza (în maghiară Kiskunfélegyházai kistérség) a fost o microregiune statistică (kistérség) din județul Bács-Kiskun, Ungaria.
Cu o populație de 44.986 locuitori și o suprafață de 717,51 km2, aceasta a existat până în 2014, când în Ungaria, microregiunile ”kistérségek” au fost înlocuite de districte (járások).